# Gremoulias
Koordinaten: 38° 0′ 30″ N, 22° 8′ 2″ O
Gremoulias (griechisch Γκρεμουλιάς) ist der Flurname eines Bergsattels ca. 3,5 km nordöstlich des Dorfes Kalavryta im Norden der Peloponnes (Griechenland).
Bei den Ausgrabungen der Zweigstelle Athen des Österreichischen Archäologischen Instituts in Kooperation mit der 6. Ephorie für Prähistorische und Klassische Altertümer in Patras werden seit 2005 die Reste eines spätarchaisch-frühklassischen dorischen Peripteraltempels untersucht.